# Serra de la Creu Alta
La serra de la Creu Alta és una serra situada al municipi de la Vilella Alta a la comarca catalana del Priorat, amb una elevació màxima de 555 metres.